# Raw Air 2018
Die 2. Raw Air 2018 war eine Reihe von Skisprungwettkämpfen, die als Teil des Skisprung-Weltcups 2017/18 zwischen dem 9. und 18. März 2018 stattfanden. Die Wettkämpfe wurden alle in Norwegen auf vier verschiedenen Schanzen ausgetragen, nämlich (in chronologischer Reihenfolge) auf den Großschanzen von Oslo, Lillehammer und Trondheim sowie auf der Skiflugschanze von Vikersund.
Titelverteidiger der ersten Raw Air war der Österreicher Stefan Kraft. Die Gesamtwertung gewann der Pole Kamil Stoch vor den beiden Norwegern Robert Johansson und Andreas Stjernen.

## Teilnehmer
Es nahmen 77 Athleten aus 18 Nationen an der Raw Air 2018 teil:
| Nation             | Anzahl | Athleten |
| ------------------ | ------ | --- |
| Norwegen           | 13     | Joakim Aune, Joacim Ødegård Bjøreng, Andreas Granerud Buskum, Anders Fannemel, Johann André Forfang, Halvor Egner Granerud, Tom Hilde, Robert Johansson, Marius Lindvik, Robin Pedersen, Sondre Ringen, Andreas Stjernen, Daniel-André Tande |
| Bulgarien          | 01     | Wladimir Sografski |
| Deutschland        | 08     | Markus Eisenbichler, Richard Freitag, Karl Geiger, Stephan Leyhe, Constantin Schmid, David Siegel, Andreas Wank, Andreas Wellinger |
| Estland            | 01     | Martti Nõmme |
| Finnland           | 02     | Antti Aalto, Andreas Alamommo |
| Frankreich         | 02     | Jonathan Learoyd, Thomas Roch Dupland |
| Italien            | 04     | Davide Bresadola, Sebastian Colloredo, Roberto Dellasega, Alex Insam |
| Japan              | 05     | Noriaki Kasai, Junshirō Kobayashi, Ryōyū Kobayashi, Yukiya Satō, Taku Takeuchi |
| Kanada             | 01     | MacKenzie Boyd-Clowes |
| Kasachstan         | 04     | Alexei Koroljow, Sabyrschan Muminow, Konstantin Sokolenko, Marat Schaparow |
| Österreich         | 07     | Clemens Aigner, Philipp Aschenwald, Manuel Fettner, Michael Hayböck, Daniel Huber, Stefan Kraft, Gregor Schlierenzauer |
| Polen              | 06     | Stefan Hula, Maciej Kot, Dawid Kubacki, Kamil Stoch, Jakub Wolny, Piotr Żyła |
| Russland           | 04     | Jewgeni Klimow, Denis Kornilow, Michail Nasarow, Alexei Romaschow |
| Schweiz            | 05     | Simon Ammann, Gregor Deschwanden, Sandro Hauswirth, Killian Peier, Andreas Schuler |
| Slowenien          | 08     | Tilen Bartol, Jernej Damjan, Nejc Dežman, Anže Lanišek, Domen Prevc, Peter Prevc, Anže Semenič, Timi Zajc |
| Tschechien         | 02     | Roman Koudelka, Čestmír Kožíšek |
| Türkei             | 02     | Ayberk Demir, Fatih Arda İpcioğlu |
| Vereinigte Staaten | 02     | Kevin Bickner, Michael Glasder |

## Übersicht
| Datum         | Ort           | Schanze                | Anmerkung         | Sieger                                                                            | Zweiter                                               | Dritter                                                                     | Führender   |
| ------------- | ------------- | ---------------------- | ----------------- | --------------------------------------------------------------------------------- | ----------------------------------------------------- | --------------------------------------------------------------------------- | ----------- |
| 09.03.2018    | Oslo          | Holmenkollbakken HS134 | Prolog            | Kamil Stoch                                                                       | Robert Johansson                                      | Richard Freitag                                                             | Kamil Stoch |
| 10.03.2018    | Oslo          | Holmenkollbakken HS134 | Team              | NorwegenDaniel-André Tande Andreas Stjernen Johann André Forfang Robert Johansson | PolenMaciej Kot Stefan Hula Dawid Kubacki Kamil Stoch | ÖsterreichGregor Schlierenzauer Clemens Aigner Michael Hayböck Stefan Kraft | Kamil Stoch |
| 11.03.2018    | Oslo          | Holmenkollbakken HS134 | Einzel            | Daniel-André Tande                                                                | Stefan Kraft                                          | Michael Hayböck                                                             | Kamil Stoch |
| 12.03.2018    | Lillehammer   | Lysgårdsbakken HS140   | Prolog            | Kamil Stoch                                                                       | Dawid Kubacki                                         | Robert Johansson                                                            | Kamil Stoch |
| 13.03.2018    | Lillehammer   | Lysgårdsbakken HS140   | Einzel            | Kamil Stoch                                                                       | Dawid Kubacki                                         | Robert Johansson                                                            | Kamil Stoch |
| 14.03.2018    | Trondheim     | Granåsen HS140         | Prolog            | Kamil Stoch                                                                       | Andreas Stjernen                                      | Stefan Kraft                                                                | Kamil Stoch |
| 15.03.2018    | Trondheim     | Granåsen HS140         | Einzel            | Kamil Stoch                                                                       | Stefan Kraft                                          | Robert Johansson                                                            | Kamil Stoch |
| 16.03.2018    | Vikersund     | Vikersundbakken HS240  | Skifliegen Prolog | Kamil Stoch                                                                       | Andreas Stjernen                                      | Robert Johansson                                                            | Kamil Stoch |
| 17.03.2018    | Vikersund     | Vikersundbakken HS240  | Skifliegen Team   | NorwegenDaniel-André Tande Johann André Forfang Andreas Stjernen Robert Johansson | PolenPiotr Żyła Stefan Hula Dawid Kubacki Kamil Stoch | SlowenienDomen Prevc Jernej Damjan Tilen Bartol Peter Prevc                 | Kamil Stoch |
| 18.03.2018    | Vikersund     | Vikersundbakken HS240  | Skifliegen Einzel | Robert Johansson                                                                  | Andreas Stjernen                                      | Daniel-André Tande                                                          | Kamil Stoch |
| Gesamtwertung | Gesamtwertung | Gesamtwertung          | Gesamtwertung     | Kamil Stoch                                                                       | Robert Johansson                                      | Andreas Stjernen                                                            | –           |

## Wettkämpfe

### Oslo
Holmenkollbakken, HS134

#### Prolog
Der Prolog zum Einzelwettbewerb in Oslo wurde am 9. März 2018 ausgetragen.
| Rang | Name                 | Weite   | Punkte |
| ---- | -------------------- | ------- | ------ |
| 01.  | Kamil Stoch          | 131,0 m | 143,2  |
| 02.  | Robert Johansson     | 130,5 m | 137,0  |
| 03.  | Richard Freitag      | 130,0 m | 135,1  |
| 04.  | Johann André Forfang | 130,0 m | 134,3  |
| 05.  | Dawid Kubacki        | 130,0 m | 132,3  |
| 06.  | Andreas Stjernen     | 127,5 m | 131,1  |
| 07.  | Andreas Wellinger    | 126,0 m | 126,9  |
| 08.  | Stefan Kraft         | 126,5 m | 126,6  |
| 09.  | Ryōyū Kobayashi      | 124,5 m | 125,8  |
| 10.  | Daniel-André Tande   | 124,5 m | 125,2  |

#### Team
Der Teamwettbewerb in Oslo fand am 10. März 2018 statt.
| Rang | Team                                                                              | Punkte |
| ---- | --------------------------------------------------------------------------------- | ------ |
| 01.  | NorwegenDaniel-André Tande Andreas Stjernen Johann André Forfang Robert Johansson | 1098,7 |
| 02.  | PolenMaciej Kot Stefan Hula Dawid Kubacki Kamil Stoch                             | 1039,8 |
| 03.  | ÖsterreichGregor Schlierenzauer Clemens Aigner Michael Hayböck Stefan Kraft       | 1010,2 |
| 04.  | DeutschlandKarl Geiger Markus Eisenbichler Richard Freitag Andreas Wellinger      | 1009,8 |
| 05.  | JapanYukiya Satō Taku Takeuchi Junshirō Kobayashi Ryōyū Kobayashi                 | 0976,6 |
| 06.  | SlowenienTilen Bartol Peter Prevc Nejc Dežman Jernej Damjan                       | 0974,5 |
| 07.  | SchweizGregor Deschwanden Andreas Schuler Killian Peier Simon Ammann              | 0879,0 |
| 08.  | RusslandAlexei Romaschow Denis Kornilow Michail Nasarow Jewgeni Klimow            | 0834,3 |
|      |                                                                                   |        |
| 09.  | ItalienRoberto Dellasega Davide Bresadola Sebastian Colloredo Alex Insam          | 0358,6 |
| 10.  | KasachstanKonstantin Sokolenko Alexei Koroljow Sabyrschan Muminow Marat Schaparow | 0215,4 |

#### Einzel
Der Einzelwettbewerb in Oslo fand am 11. März 2018 statt.
| Rang | Name                  | Weite 1 | Weite 2 | Punkte |
| ---- | --------------------- | ------- | ------- | ------ |
| 01.  | Daniel-André Tande    | 128,0 m | 132,0 m | 258,1  |
| 02.  | Stefan Kraft          | 129,5 m | 124,5 m | 256,7  |
| 03.  | Michael Hayböck       | 133,0 m | 130,5 m | 255,6  |
| 04.  | Robert Johansson      | 127,5 m | 129,0 m | 254,0  |
| 05.  | Johann André Forfang  | 125,5 m | 134,5 m | 253,6  |
| 06.  | Kamil Stoch           | 138,0 m | 119,0 m | 253,0  |
| 07.  | Stephan Leyhe         | 127,0 m | 129,0 m | 242,5  |
| 08.  | Richard Freitag       | 126,0 m | 132,0 m | 241,0  |
| 09.  | Andreas Stjernen      | 127,0 m | 124,5 m | 240,6  |
| 10.  | Jernej Damjan         | 129,0 m | 121,5 m | 237,4  |
| 11.  | Philipp Aschenwald    | 127,0 m | 127,5 m | 237,1  |
| 12.  | Halvor Egner Granerud | 124,5 m | 129,0 m | 236,3  |
| 12.  | Andreas Wank          | 121,0 m | 131,5 m | 236,3  |
| 14.  | Karl Geiger           | 126,5 m | 122,0 m | 234,9  |
| 15.  | Andreas Wellinger     | 130,0 m | 117,0 m | 233,2  |

| Rang | Name                  | Weite 1 | Weite 2 | Punkte |
| ---- | --------------------- | ------- | ------- | ------ |
|      | MacKenzie Boyd-Clowes | 123,5 m | 129,5 m | 233,2  |
| 17.  | Gregor Schlierenzauer | 127,0 m | 125,5 m | 233,1  |
| 18.  | Simon Ammann          | 119,5 m | 132,0 m | 232,1  |
| 19.  | Piotr Żyła            | 125,5 m | 125,5 m | 231,0  |
| 19.  | Ryōyū Kobayashi       | 126,0 m | 127,0 m | 231,0  |
| 21.  | Marius Lindvik        | 121,0 m | 128,5 m | 229,3  |
| 22.  | Jakub Wolny           | 125,0 m | 123,5 m | 228,0  |
| 23.  | Clemens Aigner        | 126,0 m | 122,5 m | 227,5  |
| 24.  | Daniel Huber          | 124,0 m | 124,5 m | 225,4  |
| 25.  | Jonathan Learoyd      | 133,5 m | 112,5 m | 223,0  |
| 26.  | Dawid Kubacki         | 127,5 m | 116,0 m | 222,9  |
| 27.  | Yukiya Satō           | 121,0 m | 123,0 m | 220,6  |
| 28.  | Tilen Bartol          | 132,0 m | 115,0 m | 220,2  |
| 29.  | Andreas Schuler       | 122,0 m | 119,5 m | 206,8  |
| 30.  | Noriaki Kasai         | 122,5 m | 111,0 m | 200,9  |

### Lillehammer

#### Prolog
Lysgårdsbakken, HS140
Der Prolog zum Einzelwettbewerb in Lillehammer fand am 12. März 2018 statt.
| Rang | Name                  | Weite   | Punkte |
| ---- | --------------------- | ------- | ------ |
| 01.  | Kamil Stoch           | 139,5 m | 153,3  |
| 02.  | Dawid Kubacki         | 131,5 m | 136,4  |
| 03.  | Robert Johansson      | 131,0 m | 136,3  |
| 04.  | Andreas Stjernen      | 131,5 m | 135,7  |
| 05.  | Peter Prevc           | 132,0 m | 133,9  |
| 06.  | Stefan Kraft          | 127,5 m | 132,5  |
| 07.  | Yukiya Satō           | 133,0 m | 131,8  |
| 08.  | Wladimir Sografski    | 130,5 m | 131,6  |
| 09.  | Gregor Schlierenzauer | 130,5 m | 131,0  |
| 10.  | Daniel-André Tande    | 125,5 m | 130,6  |

#### Einzel
Der Einzelwettbewerb in Lillehammer fand am 13. März 2018 statt.
| Rang | Name                  | Weite 1 | Weite 2 | Punkte |
| ---- | --------------------- | ------- | ------- | ------ |
| 01.  | Kamil Stoch           | 140,5 m | 141,0 m | 306,4  |
| 02.  | Dawid Kubacki         | 139,0 m | 140,5 m | 278,7  |
| 03.  | Robert Johansson      | 137,0 m | 136,5 m | 273,7  |
| 04.  | Andreas Stjernen      | 134,5 m | 133,5 m | 272,5  |
| 05.  | Richard Freitag       | 135,0 m | 141,5 m | 271,1  |
| 06.  | Johann André Forfang  | 137,0 m | 131,5 m | 268,0  |
| 07.  | Peter Prevc           | 134,5 m | 135,0 m | 263,4  |
| 08.  | Stefan Kraft          | 135,5 m | 126,5 m | 262,2  |
| 09.  | Stefan Hula           | 139,5 m | 129,0 m | 261,7  |
| 10.  | Daniel-André Tande    | 135,5 m | 125,0 m | 257,7  |
| 11.  | Karl Geiger           | 134,5 m | 128,5 m | 256,3  |
| 12.  | Halvor Egner Granerud | 134,0 m | 128,5 m | 255,6  |
| 13.  | Andreas Wellinger     | 135,0 m | 123,5 m | 253,1  |
| 14.  | Piotr Żyła            | 133,0 m | 128,5 m | 252,8  |
| 15.  | Simon Ammann          | 129,0 m | 130,5 m | 251,3  |

| Rang | Name                  | Weite 1 | Weite 2 | Punkte |
| ---- | --------------------- | ------- | ------- | ------ |
| 16.  | Markus Eisenbichler   | 127,0 m | 132,0 m | 250,6  |
| 17.  | Junshirō Kobayashi    | 134,5 m | 124,0 m | 250,5  |
| 18.  | Noriaki Kasai         | 134,0 m | 123,5 m | 248,9  |
| 19.  | Ryōyū Kobayashi       | 134,0 m | 124,5 m | 246,7  |
| 20.  | Jakub Wolny           | 132,0 m | 124,0 m | 239,6  |
| 21.  | Philipp Aschenwald    | 133,5 m | 120,5 m | 238,1  |
| 22.  | Sondre Ringen         | 132,0 m | 126,0 m | 238,0  |
| 23.  | Andreas Wank          | 130,0 m | 123,5 m | 237,8  |
| 24.  | Tilen Bartol          | 131,0 m | 124,5 m | 235,6  |
| 25.  | Gregor Schlierenzauer | 128,0 m | 123,0 m | 233,2  |
| 26.  | Stephan Leyhe         | 130,5 m | 122,0 m | 231,0  |
| 27.  | MacKenzie Boyd-Clowes | 131,0 m | 121,0 m | 230,6  |
| 28.  | Nejc Dežman           | 128,0 m | 123,0 m | 229,5  |
| 29.  | Anders Fannemel       | 127,5 m | 123,0 m | 227,8  |
| 30.  | Marius Lindvik        | 129,0 m | 122,5 m | 226,2  |

### Trondheim
Granåsen, HS140

#### Prolog
Der Prolog zum Einzelwettbewerb in Trondheim fand am 14. März 2018 statt.
| Rang | Name                 | Weite   | Punkte |
| ---- | -------------------- | ------- | ------ |
| 01.  | Kamil Stoch          | 140,0 m | 155,4  |
| 02.  | Andreas Stjernen     | 141,5 m | 153,1  |
| 03.  | Stefan Kraft         | 140,0 m | 147,5  |
| 04.  | Robert Johansson     | 137,5 m | 141,4  |
| 05.  | Richard Freitag      | 135,0 m | 141,2  |
| 06.  | Andreas Wellinger    | 136,0 m | 138,1  |
| 07.  | Peter Prevc          | 134,0 m | 137,7  |
| 08.  | Dawid Kubacki        | 133,5 m | 137,6  |
| 09.  | Johann André Forfang | 134,0 m | 136,1  |
| 10.  | Daniel-André Tande   | 133,5 m | 135,1  |

#### Einzel
Der Einzelwettbewerb in Trondheim fand am 15. März 2018 statt. Der starke Aufwind sorgte dabei für große Weiten. Schon im Probedurchgang hat Markus Eisenbichler mit 148,5 Metern den Schanzenrekord deutlich übertroffen, der Durchgang wurde daraufhin abgebrochen. Im ersten Durchgang stellte Robert Johansson aus Startluke 2 mit 145,5 Metern einen neuen offiziellen Schanzenrekord auf. Dieser wurde nur kurze Zeit später noch im gleichen Durchgang von Kamil Stoch auf 146 Meter verbessert. Stoch startete bei seinen Sprüngen aus Startluke 1 und damit mit dem auf dieser Schanze geringstmöglichen Anlauf.
| Rang | Name                  | Weite 1 | Weite 2 | Punkte |
| ---- | --------------------- | ------- | ------- | ------ |
| 01.  | Kamil Stoch           | 146,0 m | 141,0 m | 285,4  |
| 02.  | Stefan Kraft          | 141,5 m | 138,0 m | 268,4  |
| 03.  | Robert Johansson      | 145,5 m | 136,0 m | 268,0  |
| 04.  | Andreas Stjernen      | 142,5 m | 142,5 m | 263,6  |
| 05.  | Richard Freitag       | 134,0 m | 137,5 m | 254,7  |
| 06.  | Johann André Forfang  | 140,5 m | 136,5 m | 252,7  |
| 07.  | Karl Geiger           | 135,5 m | 139,5 m | 249,0  |
| 08.  | Peter Prevc           | 135,5 m | 135,5 m | 248,7  |
| 09.  | Dawid Kubacki         | 135,5 m | 136,5 m | 247,1  |
| 10.  | Markus Eisenbichler   | 136,0 m | 137,5 m | 234,2  |
| 11.  | Stefan Hula           | 130,0 m | 133,5 m | 232,0  |
| 12.  | Piotr Żyła            | 134,5 m | 132,0 m | 231,2  |
| 13.  | Ryōyū Kobayashi       | 135,5 m | 128,5 m | 229,3  |
| 14.  | Halvor Egner Granerud | 135,5 m | 129,0 m | 228,2  |
| 15.  | Daniel-André Tande    | 129,5 m | 134,0 m | 227,8  |

| Rang | Name               | Weite 1 | Weite 2 | Punkte |
| ---- | ------------------ | ------- | ------- | ------ |
| 16.  | Maciej Kot         | 135,5 m | 127,5 m | 227,0  |
| 17.  | Junshirō Kobayashi | 133,0 m | 127,5 m | 223,4  |
| 18.  | Jernej Damjan      | 133,0 m | 130,5 m | 222,1  |
| 19.  | Michael Hayböck    | 131,5 m | 131,5 m | 221,7  |
| 20.  | Stephan Leyhe      | 133,0 m | 125,5 m | 220,6  |
| 21.  | Wladimir Sografski | 131,5 m | 128,0 m | 220,5  |
| 22.  | Andreas Wellinger  | 131,0 m | 123,5 m | 216,9  |
| 23.  | Simon Ammann       | 127,0 m | 127,0 m | 210,5  |
| 24.  | Andreas Wank       | 131,5 m | 124,0 m | 208,0  |
| 25.  | Marius Lindvik     | 131,0 m | 124,0 m | 206,6  |
| 26.  | Kevin Bickner      | 130,5 m | 123,5 m | 204,9  |
| 27.  | Timi Zajc          | 130,5 m | 119,5 m | 204,5  |
| 28.  | Jakub Wolny        | 127,5 m | 114,0 m | 189,2  |
| 29.  | Daniel Huber       | 129,0 m | 112,0 m | 187,9  |
| 30.  | Denis Kornilow     | 127,5 m | 109,5 m | 170,8  |

### Vikersund
Vikersundbakken, HS240

#### Prolog
Der Prolog zum Einzelwettbewerb in Vikersund fand am 16. März 2018 statt.
| Rang | Name                 | Weite   | Punkte |
| ---- | -------------------- | ------- | ------ |
| 01.  | Kamil Stoch          | 242,0 m | 207,1  |
| 02.  | Robert Johansson     | 232,5 m | 205,6  |
| 03.  | Andreas Stjernen     | 236,0 m | 203,2  |
| 04.  | Markus Eisenbichler  | 225,5 m | 187,4  |
| 05.  | Stefan Kraft         | 218,5 m | 185,4  |
| 06.  | Richard Freitag      | 215,0 m | 179,0  |
| 07.  | Ryōyū Kobayashi      | 218,0 m | 176,5  |
| 08.  | Tilen Bartol         | 217,5 m | 176,2  |
| 09.  | Johann André Forfang | 214,0 m | 175,2  |
| 10.  | Dawid Kubacki        | 206,5 m | 173,8  |

#### Team
Der Teamwettbewerb in Vikersund fand am 17. März 2018 statt.
| Rang | Team                                                                              | Punkte |
| ---- | --------------------------------------------------------------------------------- | ------ |
| 01.  | NorwegenDaniel-André Tande Johann André Forfang Andreas Stjernen Robert Johansson | 1567,3 |
| 02.  | PolenPiotr Żyła Stefan Hula Dawid Kubacki Kamil Stoch                             | 1301,7 |
| 03.  | SlowenienDomen Prevc Jernej Damjan Tilen Bartol Peter Prevc                       | 1284,0 |
| 04.  | DeutschlandAndreas Wellinger Karl Geiger Markus Eisenbichler Richard Freitag      | 1200,0 |
| 05.  | ÖsterreichStefan Kraft Michael Hayböck Manuel Fettner Philipp Aschenwald          | 1172,8 |
| 06.  | JapanYukiya Satō Junshirō Kobayashi Ryōyū Kobayashi Noriaki Kasai                 | 1073,6 |
| 07.  | RusslandAlexei Romaschow Michail Nasarow Jewgeni Klimow Denis Kornilow            | 0735,0 |
| 08.  | SchweizGregor Deschwanden Sandro Hauswirth Andreas Schuler Simon Ammann           | 0664,9 |
|      |                                                                                   |        |
| 09.  | ItalienRoberto Dellasega Davide Bresadola Alex Insam Sebastian Colloredo          | 0209,5 |

#### Einzel
Der Einzelwettbewerb in Vikersund fand am 18. März 2018 statt.
| Rang | Name                  | Weite 1 | Weite 2 | Punkte |
| ---- | --------------------- | ------- | ------- | ------ |
| 01.  | Robert Johansson      | 232,0 m | 246,0 m | 444,3  |
| 02.  | Andreas Stjernen      | 239,0 m | 235,0 m | 438,9  |
| 03.  | Daniel-André Tande    | 231,5 m | 243,0 m | 436,6  |
| 04.  | Domen Prevc           | 229,0 m | 239,5 m | 431,3  |
| 05.  | Stefan Kraft          | 221,5 m | 230,5 m | 426,5  |
| 06.  | Kamil Stoch           | 223,0 m | 237,0 m | 425,6  |
| 07.  | Markus Eisenbichler   | 232,0 m | 226,5 m | 420,8  |
| 08.  | Richard Freitag       | 219,5 m | 226,0 m | 414,6  |
| 09.  | Johann André Forfang  | 224,0 m | 230,0 m | 408,3  |
| 10.  | Noriaki Kasai         | 224,5 m | 216,0 m | 396,5  |
| 11.  | Halvor Egner Granerud | 212,5 m | 224,0 m | 396,4  |
| 12.  | Piotr Żyła            | 219,5 m | 221,0 m | 395,5  |
| 13.  | Tilen Bartol          | 225,5 m | 202,0 m | 391,5  |
| 14.  | Peter Prevc           | 201,0 m | 232,5 m | 385,3  |
| 15.  | Stephan Leyhe         | 209,0 m | 224,0 m | 381,2  |

| Rang | Name               | Weite 1 | Weite 2 | Punkte |
| ---- | ------------------ | ------- | ------- | ------ |
| 16.  | Dawid Kubacki      | 207,5 m | 225,0 m | 380,4  |
| 17.  | Stefan Hula        | 210,0 m | 218,0 m | 379,4  |
| 18.  | Anders Fannemel    | 215,0 m | 200,5 m | 371,6  |
| 19.  | Denis Kornilow     | 215,5 m | 198,0 m | 371,2  |
| 20.  | Yukiya Satō        | 200,0 m | 220,0 m | 365,8  |
| 21.  | Simon Ammann       | 197,0 m | 211,5 m | 364,1  |
| 22.  | Ryōyū Kobayashi    | 203,5 m | 202,0 m | 362,6  |
| 23.  | Junshirō Kobayashi | 210,0 m | 206,5 m | 361,0  |
| 24.  | Jernej Damjan      | 212,0 m | 189,5 m | 356,6  |
| 25.  | Michael Hayböck    | 200,0 m | 199,5 m | 351,1  |
| 26.  | Alex Insam         | 201,5 m | 205,0 m | 349,4  |
| 27.  | Jakub Wolny        | 205,5 m | 184,0 m | 339,5  |
| 28.  | Nejc Dežman        | 201,0 m | 181,0 m | 323,6  |
| 29.  | Manuel Fettner     | 207,0 m | 171,0 m | 312,7  |
| 30.  | Kevin Bickner      | 202,5 m | 152,0 m | 306,1  |

## Gesamtwertung
| Rang | Name                  | Punkte |
| ---- | --------------------- | ------ |
| 01.  | Kamil Stoch           | 2590,6 |
| 02.  | Robert Johansson      | 2553,6 |
| 03.  | Andreas Stjernen      | 2508,3 |
| 04.  | Stefan Kraft          | 2480,9 |
| 05.  | Daniel-André Tande    | 2408,3 |
| 06.  | Johann André Forfang  | 2392,8 |
| 07.  | Richard Freitag       | 2333,1 |
| 08.  | Dawid Kubacki         | 2286,4 |
| 09.  | Markus Eisenbichler   | 2194,6 |
| 10.  | Peter Prevc           | 2165,9 |
| 11.  | Ryōyū Kobayashi       | 2140,1 |
| 12.  | Simon Ammann          | 2123,0 |
| 13.  | Stefan Hula           | 2069,8 |
| 14.  | Tilen Bartol          | 2048,9 |
| 15.  | Jernej Damjan         | 2043,0 |
| 16.  | Junshirō Kobayashi    | 2025,7 |
| 17.  | Michael Hayböck       | 1991,8 |
| 18.  | Piotr Żyła            | 1944,7 |
| 19.  | Andreas Wellinger     | 1929,2 |
| 20.  | Karl Geiger           | 1923,0 |
| 21.  | Yukiya Satō           | 1774,9 |
| 22.  | Halvor Egner Granerud | 1659,6 |
| 23.  | Denis Kornilow        | 1642,0 |
| 24.  | Noriaki Kasai         | 1631,8 |
| 25.  | Stephan Leyhe         | 1610,6 |
| 26.  | Nejc Dežman           | 1489,1 |
| 27.  | Jakub Wolny           | 1485,7 |
| 28.  | Philipp Aschenwald    | 1400,4 |
| 29.  | Gregor Schlierenzauer | 1348,7 |
| 30.  | Marius Lindvik        | 1319,8 |
| 31.  | Anders Fannemel       | 1279,2 |
| 32.  | Maciej Kot            | 1255,9 |
| 33.  | Kevin Bickner         | 1235,8 |
| 34.  | Jewgeni Klimow        | 1211,3 |
| 35.  | Alex Insam            | 1193,1 |
| 36.  | Andreas Schuler       | 1167,7 |
| 37.  | Andreas Wank          | 1163,2 |
| 38.  | Gregor Deschwanden    | 1114,5 |
| 39.  | Wladimir Sografski    | 1100,5 |

| Rang | Name                    | Punkte |
| ---- | ----------------------- | ------ |
| 40.  | Clemens Aigner          | 1097,2 |
| 41.  | MacKenzie Boyd-Clowes   | 0895,7 |
| 42.  | Michail Nasarow         | 0886,4 |
| 43.  | Taku Takeuchi           | 0848,9 |
| 44.  | Domen Prevc             | 0848,4 |
| 45.  | Anže Lanišek            | 0791,8 |
| 46.  | Jonathan Learoyd        | 0760,0 |
| 47.  | Timi Zajc               | 0749,3 |
| 48.  | Daniel Huber            | 0743,8 |
| 49.  | Sebastian Colloredo     | 0739,7 |
| 50.  | Manuel Fettner          | 0716,8 |
| 51.  | Alexei Romaschow        | 0625,9 |
| 52.  | Anže Semenič            | 0563,4 |
| 53.  | Antti Aalto             | 0533,3 |
| 54.  | Čestmír Kožíšek         | 0523,9 |
| 55.  | Roman Koudelka          | 0494,4 |
| 56.  | David Siegel            | 0485,1 |
| 57.  | Sondre Ringen           | 0443,5 |
| 58.  | Davide Bresadola        | 0422,0 |
| 59.  | Tom Hilde               | 0421,9 |
| 60.  | Robin Pedersen          | 0417,9 |
| 61.  | Killian Peier           | 0394,2 |
| 62.  | Roberto Dellasega       | 0385,4 |
| 63.  | Michael Glasder         | 0359,8 |
| 64.  | Sandro Hauswirth        | 0356,0 |
| 65.  | Martti Nõmme            | 0335,3 |
| 66.  | Joacim Ødegård Bjøreng  | 0300,6 |
| 67.  | Sabyrschan Muminow      | 0289,0 |
| 68.  | Marat Schaparow         | 0271,9 |
| 69.  | Thomas Roch Dupland     | 0263,1 |
| 70.  | Alexei Koroljow         | 0258,0 |
| 71.  | Constantin Schmid       | 0227,3 |
| 72.  | Andreas Granerud Buskum | 0193,2 |
| 73.  | Joakim Aune             | 0188,6 |
| 74.  | Fatih Arda İpcioğlu     | 0173,3 |
| 75.  | Konstantin Sokolenko    | 0152,1 |
| 76.  | Ayberk Demir            | 0130,9 |
| 77.  | Andreas Alamommo        | 0088,6 |